# Sobuczyna (wieś)
Sobuczyna – wieś w Polsce położona w województwie śląskim, w powiecie częstochowskim, w gminie Poczesna.
Sobuczyna wchodzi w skład sołectwa Brzeziny Nowe.

## Historia
Miejscowość leży w Częstochowskim Obszarze Rudonośnym, po II wojnie światowej działała tu kopalnia rud żelaza "Aleksander". W latach 1975–1998 miejscowość administracyjnie należała do województwa częstochowskiego.

## Obecnie
Na terenie wsi znajduje się składowisko odpadów dla Częstochowy.